# Aphyllorchis gollanii
Aphyllorchis gollanii är en orkidéart som beskrevs av John Firminger Duthie. Aphyllorchis gollanii ingår i släktet Aphyllorchis och familjen orkidéer. Inga underarter finns listade i Catalogue of Life.